# Liharda
Liharda je žensko osebno ime.

## Izvor imena
Ime Liharda je različica imena Hildegarda oziroma Hilda.

## Pogostost imena
Po podatkih Statističnega urada Republike Slovenije  na dan 31. decembra 2007 v Sloveniji ni bilo ženskih oseb z imenom Liharda.

## Osebni praznik
V koledarju je ime Liharda skupaj z Hildo oziroma Hildegardo; god praznuje 17. septembra oziroma 17. novembra.

## Zanimivost
Hildegarda je ime več svetnic. Na god Hildegarde oziroma Liharde  v Kamnu v Podjuni na Koroškem po dopoldanskem cerkvenem opravilu v kamenski cerkvi mečejo med vernike Lihardine kržeje, tj. blagoslovljene hlebčke v velikosti oreha.